# 曙町 (横浜市)
曙町（あけぼのちょう）は、神奈川県横浜市中区の町名。字丁目として1丁目から5丁目が設置されている。住居表示未実施区域。

## 概要
京浜急行電鉄黄金町駅（南区）と横浜市営地下鉄伊勢佐木長者町駅の間に所在する。関内駅からも徒歩圏内である。伊勢佐木町、弥生町に隣接し、町の中央を国道16号が貫く。
風俗街としては関東でも最大級の規模を誇る。ファッションヘルスが数多く店舗を構えていることで有名。ほとんどの店舗は個室を持っており、サービスの内容も種類が豊富であるのが特徴である。

## 歴史
元々は久良岐郡吉田新田の字北三ツ目～五ツ目と南三ツ目～五ツ目。明治初期から市街化され、1889年横浜市に編入。1928年曙町が久方町、足曳町、賑町、吉岡町、長者町、長島町、南吉田町の各一部から起立した。字1～5丁目からなる。町名は慈鎭和尚の『春のやよい』の一節「春のやよいの あけぼのに 四方の山べを 見わたせば 花盛りかも しら雲の かからぬ峰こそ なかりけり」から採った（隣接する弥生町も同様。）。
戦前は東京の玉の井や亀戸に匹敵する有名な私娼窟（銘酒屋街）で、吉田川を挟んだ対岸の永真遊廓街とともに、紅灯街として栄えた。1945年5月の空襲で焼け野原になるが、戦後も青線街（特殊飲食店街）の色が強く残った。現在もモザイクタイルを貼ったカフェー風意匠の家屋がわずかに現存している。鎌倉街道（国道16号）に併走する裏通りは親不孝通りと呼ばれ、昭和30年代から40年代にかけての横浜港全盛時代には、ギリシャ人船員の集まる地域として知られていた。
1990年代半ば頃から風営法の改正に伴う営業地域の規制から抜け落ちた地域であることに目を付けた風俗店が多く進出。風俗街として急速に発展した。近隣の元赤線地帯である真金町とは移転などによる直接的な関連性はない。なお盛り場時代の名残で、現在でも居酒屋やファーストフード店が数多く軒を連ねている。
2022年（令和4年）11月1日より、曙町1丁目から4丁目は神奈川県暴力団排除条例に基づき暴力団排除特別強化地域に指定されることとなった。地域内では飲食店などの特定営業者と暴力団員との間でみかじめ料のやりとりや用心棒などの役務提供・依頼などが禁止され、違反者は金銭の支払いや役務を依頼した側であっても懲役1年以下または罰金50万円以下の罰則が科される。

## 世帯数と人口
2025年（令和7年）6月30日現在（横浜市発表）の世帯数と人口は以下の通りである。
| 丁目      | 世帯数    | 人口    |
| --------- | --------- | ------- |
| 曙町1丁目 | 412世帯   | 561人   |
| 曙町2丁目 | 124世帯   | 168人   |
| 曙町3丁目 | 92世帯    | 123人   |
| 曙町4丁目 | 288世帯   | 314人   |
| 曙町5丁目 | 291世帯   | 464人   |
| 計        | 1,207世帯 | 1,630人 |

### 人口の変遷
国勢調査による人口の推移。
| 年                 | 人口  |
| ------------------ | ----- |
| 1995年（平成7年）  | 1,051 |
| 2000年（平成12年） | 1,280 |
| 2005年（平成17年） | 1,349 |
| 2010年（平成22年） | 1,384 |
| 2015年（平成27年） | 1,339 |
| 2020年（令和2年）  | 1,522 |

### 世帯数の変遷
国勢調査による世帯数の推移。
| 年                 | 世帯数 |
| ------------------ | ------ |
| 1995年（平成7年）  | 627    |
| 2000年（平成12年） | 816    |
| 2005年（平成17年） | 817    |
| 2010年（平成22年） | 888    |
| 2015年（平成27年） | 846    |
| 2020年（令和2年）  | 1,109  |

## 小・中学校の学区
市立小・中学校に通う場合、学区は以下の通りとなる（2024年11月時点）。
| 丁目      | 番地                             | 小学校               | 中学校                 |
| --------- | -------------------------------- | -------------------- | ---------------------- |
| 曙町1丁目 | 全域                             | 横浜市立本町小学校   | 横浜市立横浜吉田中学校 |
| 曙町2丁目 | 全域                             | 横浜市立本町小学校   | 横浜市立横浜吉田中学校 |
| 曙町3丁目 | 33〜39番地 42〜44番地            | 横浜市立南吉田小学校 | 横浜市立横浜吉田中学校 |
| 曙町3丁目 | 32番地 40〜41番地                | 横浜市立東小学校     | 横浜市立老松中学校     |
| 曙町4丁目 | 45〜46番地 50〜53番地 58番地     | 横浜市立東小学校     | 横浜市立老松中学校     |
| 曙町4丁目 | 47〜49番地 54〜57番地 59〜62番地 | 横浜市立南吉田小学校 | 横浜市立横浜吉田中学校 |
| 曙町5丁目 | 64〜67番地 72〜73番地            | 横浜市立南吉田小学校 | 横浜市立横浜吉田中学校 |
| 曙町5丁目 | 63番地 68〜71番地                | 横浜市立東小学校     | 横浜市立老松中学校     |

## 事業所
2021年現在の経済センサス調査による事業所数と従業員数は以下の通りである。
| 丁目      | 事業所数  | 従業員数 |
| --------- | --------- | -------- |
| 曙町1丁目 | 38事業所  | 274人    |
| 曙町2丁目 | 30事業所  | 210人    |
| 曙町3丁目 | 49事業所  | 409人    |
| 曙町4丁目 | 29事業所  | 102人    |
| 曙町5丁目 | 24事業所  | 131人    |
| 計        | 170事業所 | 1,126人  |

### 事業者数の変遷
経済センサスによる事業所数の推移。
| 年                 | 事業者数 |
| ------------------ | -------- |
| 2016年（平成28年） | 166      |
| 2021年（令和3年）  | 170      |

### 従業員数の変遷
経済センサスによる従業員数の推移。
| 年                 | 従業員数 |
| ------------------ | -------- |
| 2016年（平成28年） | 1,076    |
| 2021年（令和3年）  | 1,126    |

## 主な施設
- 横浜中郵便局
- ボーノ・タウン・アケボノ

## 曙町に因む作品
- 書籍『黒い流れ』（田中英光・著、文潮社、1948年）収録の短編「曙町」

## その他

### 日本郵便
- 郵便番号：231-0057[3]（集配局：横浜港郵便局[16]）

### 警察
町内の警察の管轄区域は以下の通りである。
| 丁目      | 番・番地等                       | 警察署         | 交番・駐在所   |
| --------- | -------------------------------- | -------------- | -------------- |
| 曙町1丁目 | 1～3番地                         | 伊勢佐木警察署 | 伊勢佐木町交番 |
| 曙町1丁目 | 4～12番地                        | 伊勢佐木警察署 | 横浜橋交番     |
| 曙町2丁目 | 18～20番地 27〜28番地 31番地     | 伊勢佐木警察署 | 横浜橋交番     |
| 曙町2丁目 | 13～17番地 21～26番地 29〜30番地 | 伊勢佐木警察署 | 伊勢佐木町交番 |
| 曙町3丁目 | 32番地 40〜41番地                | 伊勢佐木警察署 | 伊勢佐木町交番 |
| 曙町3丁目 | 33～39番地 42～44番地            | 伊勢佐木警察署 | 横浜橋交番     |
| 曙町4丁目 | 全域                             | 伊勢佐木警察署 | 横浜橋交番     |
| 曙町5丁目 | 全域                             | 伊勢佐木警察署 | 横浜橋交番     |